# Caryophyllia polygona
Espèce
Statut CITES
Caryophyllia polygona est une espèce de coraux appartenant à la famille des Caryophylliidae.